# Cerkiew Przemienienia Pańskiego w Końskiem
Cerkiew Przemienienia Pańskiego w Końskiem – parafialna drewniana cerkiew greckokatolicka w Końskiem, wybudowana w 1927 na miejscu wcześniejszej cerkwi z 1832, która spłonęła w 1912. Pełni funkcję kościoła parafialnego rzymskokatolickiej parafii Przemienienia Pańskiego.

## Historia
Cerkiew w Końskiem była cerkwią parafialną, posiadała cerkwie filialne w Witryłowie i Krzywem. Do parafii należała również od 1928 filialna cerkiew w Krzemiennej.
Pierwszy budynek sakralny na tym miejscu został spalony w 1912, nową cerkiew wzniesiono w 1927. Funkcję świątyni greckokatolickiej pełnił do akcji przesiedleńczej w 1947 r. (Akcji „Wisła”), kiedy został oddany ludności katolickiej obrządku łacińskiego. 
Świątynia pełni funkcję kościoła parafialnego miejscowej parafii Przemienienia Pańskiego.

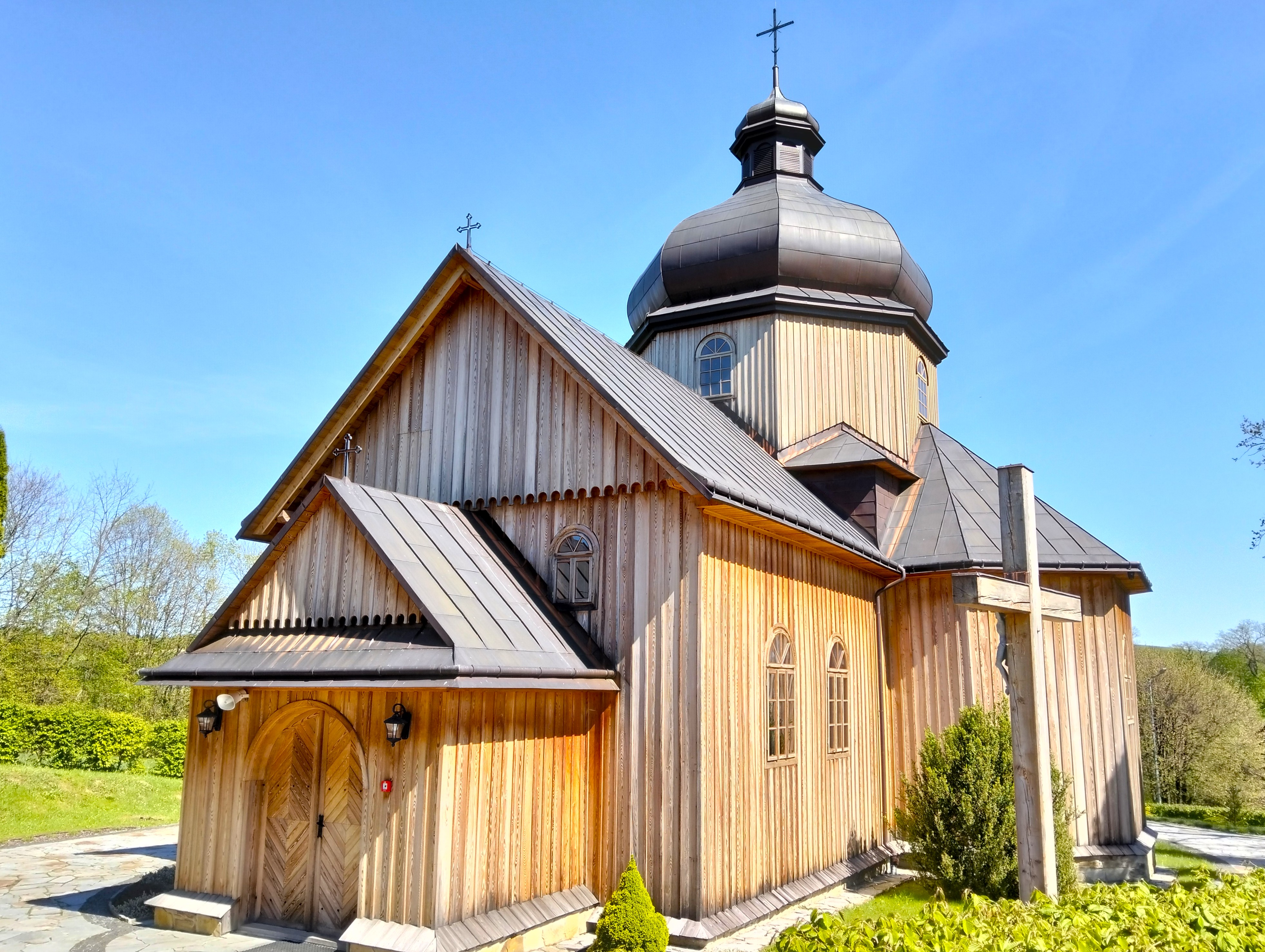
Widok ogólny
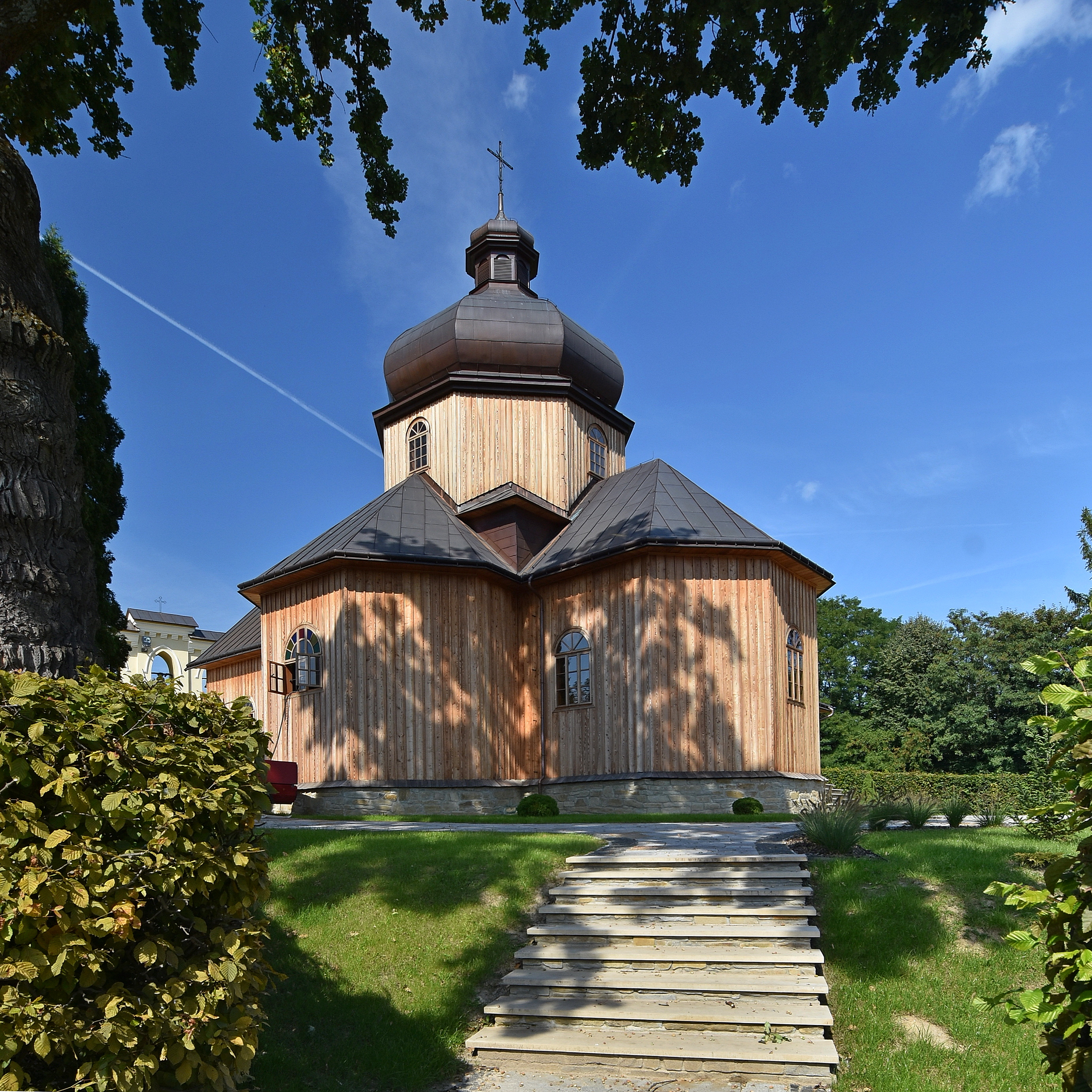
Widok od strony prezbiterium
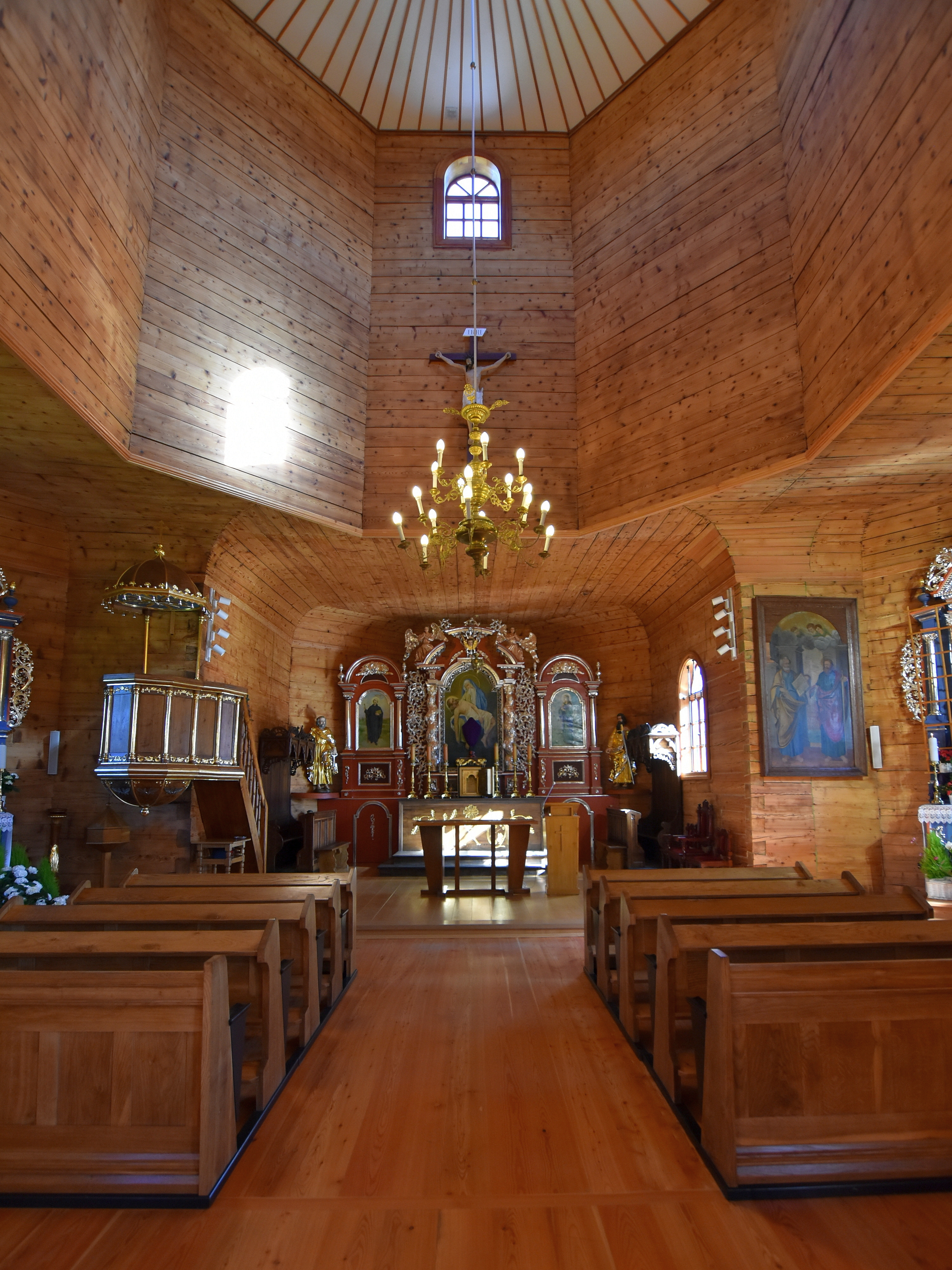
Wnętrze
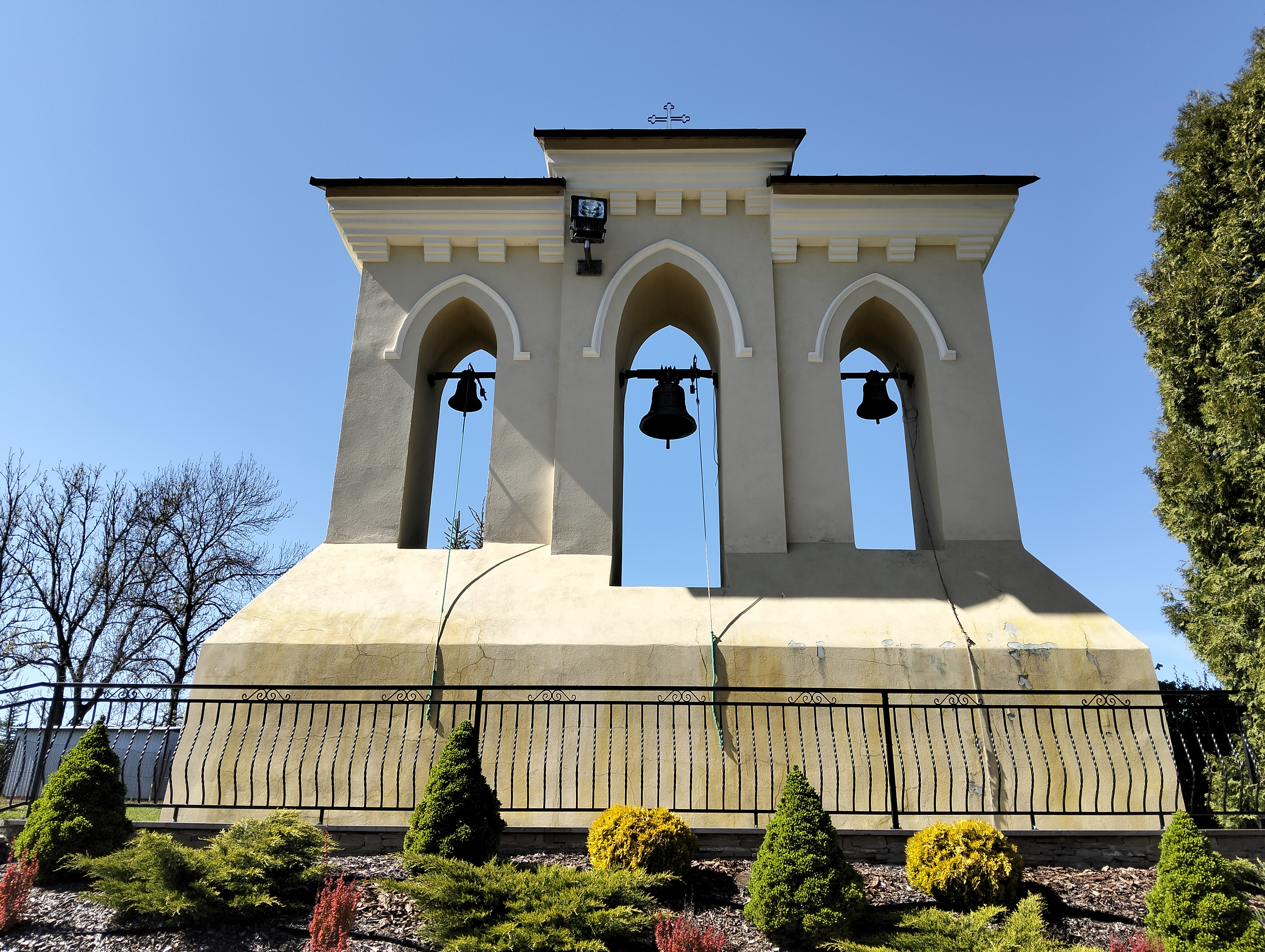
Dzwonnica parawanowa

## Architektura i wyposażenie
Cerkiew w Końskiem posiada konstrukcję zrębową, została wzniesiona na planie krzyża greckiego z centralnie usytuowaną pojedynczą kopułą.
Większość obecnego wyposażenia obiektu pochodzi z innych zabytkowych cerkwi w powiecie brzozowskim - późnobarokowy ołtarz główny pierwotnie znajdował się w cerkwi w Uluczu, dwa boczne – w Krzywem. Historyczną wartość posiadają również lichtarze (XVIII i XX w.), ludowy rzeźbiony krucyfiks (XIX w.), krzyż ołtarzowy (XVIII w.), szafa zakrystyjna (1 poł. XIX w.), pozłacane drewniane lichtarze (XVIII w.) i lichtarze cynowe (XX w.).
Dzwonnica parawanowa jest murowanym obiektem wolnostojącym, znajduje się w niej jeden dzwon odlany w 1712.